# Los Prietos
Los Prietos es una localidad del estado mexicano de Guanajuato. Es parte del municipio de Salamanca.

## Demografía
| Gráfica de evolución demográfica |
|                                  |

| Censo | Población |
| ----- | --------- |
| 1900  | 160       |
| 1910  | 188       |
| 1921  | 140       |
| 1930  | 190       |
| 1940  | 225       |
| 1950  | 318       |
| 1960  | 405       |
| 1970  | 653       |
| 1980  | 820       |
| 1990  | 920       |
| 2000  | 2 863     |
| 2010  | 3 359     |
| 2020  | 3 416     |